# Шведські хокейні ігри (лютий) 2001
Шведські хокейні ігри (лютий) 2001 — міжнародний хокейний турнір у Швеції в рамках Єврохокейтуру, проходив 6—11 лютого 2001 року у Стокгольмі. Матч Чехія — Росія відбувся у Пардубице.

## Результати та таблиця
| 1. | Швеція    | *** | 2:1    | 5:1 | 1:2    | 2:1 | 4 | 3 | 0 | 0 | 1 | 10:5  | 9 |
| 2. | Фінляндія | 1:2 | ***    | 6:3 | 3:2 ОТ | 4:1 | 4 | 2 | 1 | 0 | 1 | 14:8  | 8 |
| 3. | Канада    | 1:5 | 3:6    | *** | 3:1    | 6:4 | 4 | 2 | 0 | 0 | 2 | 13:16 | 6 |
| 4. | Чехія     | 2:1 | 2:3 ОТ | 1:3 | ***    | 1:2 | 4 | 1 | 0 | 1 | 2 | 6:9   | 4 |
| 5. | Росія     | 1:2 | 1:4    | 4:6 | 2:1    | *** | 4 | 1 | 0 | 0 | 3 | 8:13  | 3 |

М — підсумкове місце, І - матчі, В — перемоги, ВО — перемога по булітах або у овертаймі, ПО — поразка по булітах або у овертаймі, П — поразки, Ш — закинуті та пропущені шайби, О — очки

## Команда усіх зірок
| Воротар  | Душан Салфіцький |
| Захисник | Янне Грюнвалль   |
| Захисник | Фредрік Олауссон |
| Нападник | Юкка Хентунен    |
| Нападник | Йорген Йонссон   |
| Нападник | Тімо Пярссінен   |

## Найкращі гравці турніру
| Воротар  | Мікаель Теллквіст |
| Захисник | Фредрік Олауссон  |
| Нападник | Юкка Хентунен     |